# Le Visage de l'horreur
Le Visage de l'horreur (Grotesque) est le 14e épisode de la saison 3 de la série télévisée X-Files. Dans cet épisode, Mulder s'implique aux lisières de la folie dans une affaire où il est confronté à son ancien mentor.
L'épisode a obtenu des critiques globalement favorables et a remporté un Emmy Award.

## Résumé
Le modèle d'un cours de dessin de l'université George Washington est sauvagement assassiné à la sortie du cours. Le lendemain, une équipe du FBI dirigée par l'agent Bill Patterson arrête John Mostow, l'un des étudiants. Patterson, qui enquêtait depuis trois ans sur une série de meurtres précédés de mutilations du visage, trouve l'arme du crime. Mostow, qui a des antécédents psychiatriques, dessine sans cesse des visages de gargouilles et avoue les meurtres, prétendant avoir été possédé par un esprit diabolique. Cela amène Mulder et Scully à s'intéresser à l'affaire, d'autant qu'un autre crime similaire est commis après son arrestation. Mulder et Patterson, son ancien professeur à l'académie du FBI, ont des rapports tendus, comme le constate Scully à leur première rencontre.
Mulder et Scully trouvent d'autres victimes cachées dans des sculptures de gargouilles dans l'atelier de Mostow. Mulder s'implique passionnément dans l'affaire : pour s'identifier au tueur, comme le lui a appris Patterson, il sculpte une gargouille dans son atelier. Il s'endort là-bas et se trouve confronté à son réveil avec une personne au visage de gargouille. Il la poursuit mais se fait surprendre et est légèrement blessé. Scully, qui s'inquiète du comportement de son partenaire, apprend de Patterson que celui-ci a demandé que Mulder soit mis sur l'affaire et qu'il l'admire secrètement.
Les empreintes de Mulder sont relevées sur l'arme du crime, Scully constatant la disparition de celle-ci de la salle des preuves. Après un cauchemar dans lequel il est attaqué par une gargouille qui n'est autre que lui-même, Mulder retourne à l'atelier de Mostow. Contacté par Scully, il lui avoue qu'il a voulu étudier l'arme mais nie l'avoir emporté. Il trouve ensuite le corps de l'adjoint de Patterson avant de se trouver confronté à ce dernier. Mulder comprend alors que les trois années que Patterson a passées à s'identifier au tueur l'ont rendu fou. Patterson s'enfuit à l'arrivée de Scully mais Mulder le rattrape et l'arrête.

## Distribution
- David Duchovny : Fox Mulder
- Gillian Anderson : Dana Scully
- Mitch Pileggi : Walter Skinner
- Kurtwood Smith : l'agent Bill Patterson
- Levani Outchaneichvili : John Mostow

## Production

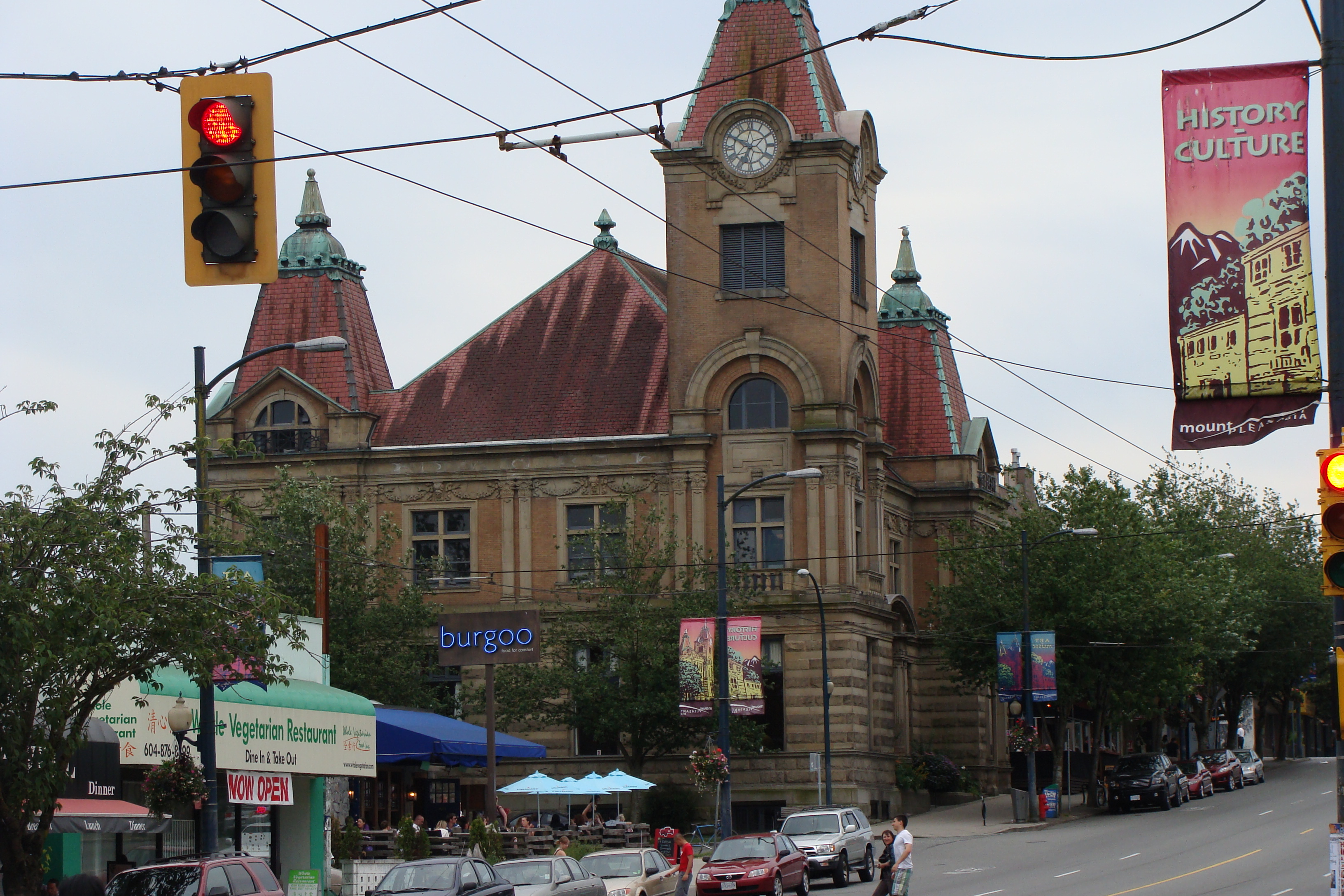
Heritage Hall, où a été filmée la séquence prégénérique de l'épisode.

Howard Gordon développe le scénario après avoir remarqué plusieurs gargouilles de pierre sur des immeubles new-yorkais. Il imagine alors une histoire de possession par un esprit de gargouille. Trois jours avant le début du tournage, Chris Carter et Gordon retravaillent le scénario pour approfondir sa dimension psychologique.
La scène prégénérique devait initialement être tournée dans un hôpital catholique mais les responsables de celui-ci refusent de fixer une fausse gargouille sur sa façade. Le tournage de la scène est alors déplacé à Heritage Hall, un ancien bureau de poste de Vancouver. Le jour du tournage, des ouvriers municipaux éventrent le trottoir à l'endroit exact prévu pour filmer la scène mais les travaux se terminent deux heures avant le début du tournage.
Le réalisateur Kim Manners affirme que cet épisode est son préféré de la saison, car il le trouve très dérangeant et très sombre, et salue l'interprétation « brillante » de David Duchovny dans celui-ci. Manners estime également que cet épisode a servi de modèle à suivre pour la série Millennium, créée par Chris Carter et dont la diffusion a commencé quelques mois après celle de cet épisode.

## Accueil

### Audiences
Lors de sa première diffusion aux États-Unis, l'épisode réalise un score de 11,6 sur l'échelle de Nielsen, avec 18 % de parts de marché, et est regardé par 18,32 millions de téléspectateurs.

### Accueil critique
L'épisode recueille des critiques globalement favorables. Dans leur livre sur la série, Robert Shearman et Lars Pearson lui donnent la note de 5/5. Sarah Stegall, du site Munchkyn Zone, lui donne la note de 5/5. Todd VanDerWerff, du site The A.V. Club, lui donne la note de A-. Paula Vitaris, de Cinefantastique, lui donne la note de 3,5/4. John Keegan, du site Critical Myth, lui donne la note de 8/10. Le site Le Monde des Avengers lui donne la note de 3/4.
Parmi les critiques négatives, le magazine Entertainment Weekly lui donne la note de D. Phil Farrand le cite comme le 4e épisode qu'il apprécie le moins des quatre premières saisons. 

### Distinctions
L'épisode a remporté en 1996 l'Emmy Award de la meilleure photographie pour une série.